# Veselé (district de Děčín)
Pour les articles homonymes, voir Veselé.
Veselé (en allemand : Freudenberg) est une commune du district de Děčín, dans la région d'Ústí nad Labem, en Tchéquie. Sa population s'élevait à 356 habitants en 2021.

## Géographie
Veselé se trouve au nord des hauts-plateaux de Bohême centrale, à 12 km à l'est de Děčín, à 27 km au nord-est d'Ústí nad Labem et à 80 km au nord de Prague.
La commune est limitée par Huntířov et Janská au nord, par Česká Kamenice au nord, à l'est et au sud-est, par Velká Bukovina au sud, et par Markvartice à l'ouest.

## Histoire
La première mention écrite de la localité date de 1381.

## Administration
La commune se compose de deux quartiers :
- Veselíčko 1
- Veselé

## Transports
Par la route, Veselé se trouve  à 5 km de Česká Kamenice, à 12 km de Děčín, à 39 km d'Ústí nad Labem et à 110 km de Prague.